# 薩尼拉克鎮區 (密歇根州)
薩尼拉克鎮區（英語：Sanilac Township）是位於美國密歇根州薩尼拉克縣的一個行政鎮區。

## 地方資料
薩尼拉克鎮區的面積為105.60平方千米，當中陸地面積為105.60平方千米，而水域面積為0.00平方千米。根據2020年美國人口普查的數據，當地共有人口2301人，而人口密度為每平方千米21.79人。